# 망고 푸딩
망고 푸딩(영어: mango pudding 맹고 푸딩[*], 광둥어: 芒果布甸, 월병: mong4-1 gwo2 bou3 din6-1 몽궈보우딘[*])은 홍콩에서 즐겨먹는 후식으로, 영국의 전통 요리인 푸딩을 열대과일 망고로 만든 요리이다. 옆나라 마카오나 화교들이 많은 싱가포르, 말레이시아, 태국에서도 볼 수 있으며, 중식당의 딤섬 메뉴로 나온다. 이 때 지역간의 차이는 거의 없다.
한천이나 젤라틴, 망고, 무당연유, 설탕을 재료로 하며, 여기에 망고, 딸기, 키위 등의 신선한 과일을 얹어 먹는 경우도 있다. 냉장보관하여 차갑게 먹으며, 부드럽고 탱탱한 식감을 자랑한다.
일부 해외 중식당에서는 망고푸딩을 물고기 모양으로 만들어 내놓는 경우가 있는데 이는 중국 문화에서 금붕어나 잉어가 복을 불러온다고 믿기 때문이다.
중식당이나 가판대에서 파는 망고푸딩은 이렇게 만들어 먹지만, 공장에서 생산되어 시중에 유통되는 제품일 경우에는 과일 건더기가 없고, 망고시럽과 젤라틴으로 만든다. 또 가루로 만든 경우도 있는데 끓인 우유나 물을 첨가하거나 바로 먹을 수 있는 형태로 만들기도 한다.

## 같이 보기
- 망고 포멜로 사고
- 중국 요리의 후식 목록
- 후식 목록
- 과일 요리 목록